# Ernesto de la Rosa
Ernesto de la Rosa Olaez (Ciudad de México; 14 de septiembre de 1955) es un exfutbolista mexicano que jugaba como defensa.

## Selección nacional
Jugó los tres partidos de la primera fase con la selección amateur de México en los Juegos Olímpicos de Montreal 1976.

### Participaciones en Juegos Olímpicos
| Torneo                   | Sede     | Resultado    |
| ------------------------ | -------- | ------------ |
| Juegos Olímpicos de 1976 | Montreal | Primera fase |

## Clubes
| Club              | País   | Año       |
| ----------------- | ------ | --------- |
| Puebla            | México | 1976-1980 |
| Atlante           | México | 1980-1982 |
| Oaxtepec          | México | 1982-1984 |
| Ángeles de Puebla | México | 1984-1985 |

## Palmarés

### Títulos internacionales
| Título                       | Equipo         | País   | Año  |
| ---------------------------- | -------------- | ------ | ---- |
| Torneo Sub-20 de la Concacaf | México sub-20  | Canadá | 1974 |
| Juegos Panamericanos         | México amateur | México | 1975 |
| Preolímpico de Concacaf      | México amateur | Varias | 1976 |